# Willy Merté

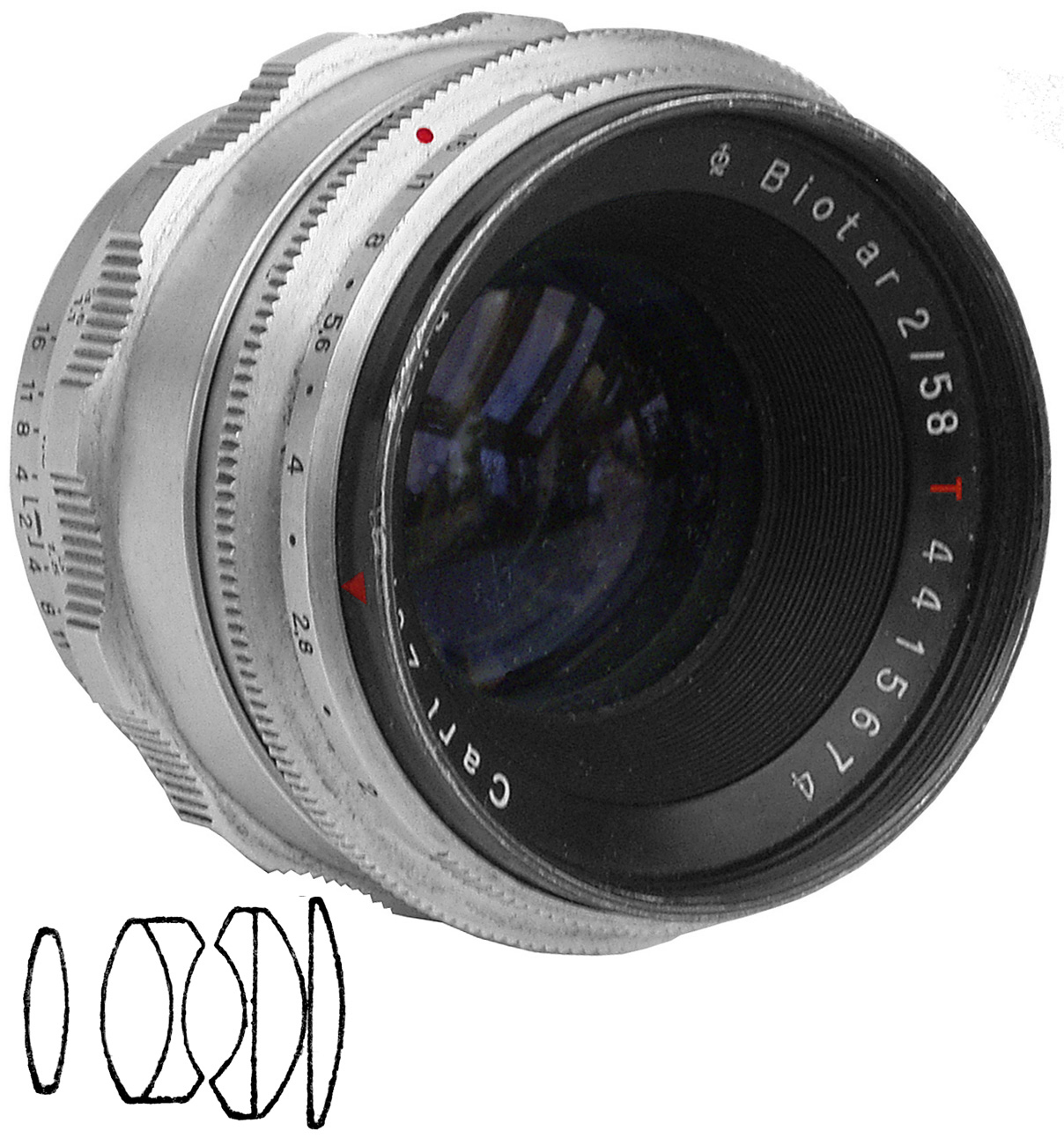
Biotar 1:2/58 mm para câmeras compactas

Willy Walter Merté (Dresden, 9 de janeiro de 1889 – Dayton, Ohio, 16 de maio de 1948) foi um construtor de instrumentos ópticos a serviço da Carl Zeiss.